# Altan Öymen
Mehmet Altan Öymen (* 20. Juni 1932 in Istanbul; † 19. Juli 2025) war ein türkischer Journalist und Politiker.

## Leben
Die Familie zog nach Ankara, wo Öymen die Grund- und Mittelschule besuchte. Altan Öymen hatte einen Bruder und eine Schwester. Der Politiker Onur Öymen war sein Cousin.
Altan Öymen studierte an der Politikwissenschaftlichen Fakultät der Universität Ankara. Das Studium schloss er 1955 ab. Als Journalist arbeitete er bei zahlreichen großen Tageszeitungen der Türkei, darunter Tercüman, Cumhuriyet, Radikal und Akşam. Bei der Milliyet war er Chefredakteur.
Von 1962 bis 1966 lebte er in Bonn und arbeitete als Presseattaché der türkischen Botschaft. 1972 gründete er die Nachrichtenagentur ANKA, die er bis 1979 leitete.
Altan Öymen war mehrfach Abgeordneter des türkischen Parlaments für die Republikanische Volkspartei (CHP). 1977 war er kurzfristig Tourismusminister unter Bülent Ecevit, anschließend stellvertretender Fraktionsvorsitzender der CHP.
1995 wurde Öymen erneut in das Parlament gewählt und wiederum stellvertretender Fraktionsvorsitzender seiner Fraktion. Im Mai 1999 übernahm er auf einem Sonderparteitag für 15 Monate den Vorsitz der Republikanischen Volkspartei.

## Privates
Öymen schrieb verschiedene Bücher. Er war verheiratet mit Aysel Öymen und Vater von zwei Kindern.
Er starb im Juli im Alter von 99 Jahren.